# Feike Lietzen

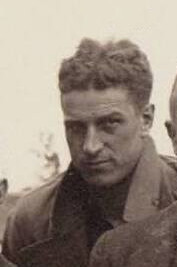
Feike Lietzen (1921)

Feike Johannes (Jan) Lietzen (* 7. Oktober 1893 in Amsterdam; † 28. Mai 1970 in Amsterdam) war ein niederländischer Fußballspieler.
Lietzen spielte Anfang der 1920er Jahre für den FC Blauw Wit aus Amsterdam, mit dem er in der Saison 1921/22 Meister der höchsten Spielklasse District West wurde und in der Finalrunde um die niederländische Meisterschaft erst im Entscheidungsspiel gegen Go Ahead Deventer mit 0:1 nach Verlängerung unterlag.
Gemeinsam mit seinem Vereinskameraden Eb van der Kluft gehörte Lietzen bereits im Jahr 1921 zum Kader von Bondscoach Fred Warburton, saß jedoch bei drei Spielen lediglich auf der Bank. Seinen einzigen Einsatz in Oranje hatte der Verteidiger am 26. März 1922 bei einem 0:4 gegen Belgien in Antwerpen; nach dieser Niederlage taucht Lietzen in den Statistiken auch nicht mehr als „Spieler auf der Bank“ auf.